# Дзантиев, Казбек Борисович
Казбе́к Бори́сович Дзанти́ев (20 января 1952, с. Ново-Дигорское, Северо-Осетинская АССР — 19 июня 2011, Владикавказ) — генерал-лейтенант, министр внутренних дел Республики Северная Осетия — Алания в 1996—2004 годах.

## Биография
В 1976 году окончил ОВВККУ (Орджоникидзевское высшее военное командное краснознаменное училище) внутренних войск МВД СССР им. С. М. Кирова.
С 1976 по 1996 год проходил службу во внутренних войсках МВД СССР, МВД Республики Узбекистан на различных командных должностях; был заместителем начальника Ташкентского высшего военно-технического училища МВД Узбекистана.
В 1986 году с отличием окончил Военную академию имени М. В. Фрунзе.
В 1996—2004 — министр внутренних дел Республики Северная Осетия — Алания.
После трагических событий в Беслане, которые он воспринял как личное горе, 5 сентября 2004 подал рапорт о добровольной отставке с поста министра внутренних дел МВД Республики Северная Осетия — Алания.
Умер от инфаркта в своём доме.

## Награды
Был награждён государственными, ведомственными орденами и медалями, наградным оружием.

## Семья
Был женат. Двое детей.